# Heliolonche pictipennis
Heliolonche pictipennis là một loài bướm đêm trong họ Noctuidae.